# 交響曲ハ短調G519 (ボッケリーニ)
交響曲ハ短調G519はルイジ・ボッケリーニの作曲した交響曲の1つ。1788年に作曲された。作品41。Y.ジェラールの付けた一連番号では第17番にあたる。ボッケリーニの交響曲中最も優れた作品の一つ。
ハイドンの作風に準じたドイツ的な4楽章構成を取っており、展開部もしっかりとしている（第1楽章）が、同時にボッケリーニらしいロマンティクな長閑さ（第2楽章）や情熱（第3、第4楽章）も備えている。
- 演奏時間：約20分

## 曲の構成
- 第1楽章　Allegro vivo assai
- 第2楽章　Pastorale.Lentarello
- 第3楽章　Minuetto.Allegro
- 第4楽章  Finale.Allegro

## 編成
- オーボエ2
- ファゴット2
- ホルン2
- 弦五部